# Bison
Bison（バイソン）とは構文解析器（パーサ）を生成するパーサジェネレータの一種であり、CコンパイラとしてのGCCのサポートのために開発された自由ソフトウェアである。

## 概要
Bison は FLex と共にローレンス・バークレー国立研究所の Vern Paxson が作成した。その仕様としてはYaccとの上位互換を持っておりながら、多くの拡張機能が追加されておりリエントラントなパーサの生成などが行える。
もともとは、CコンパイラとしてのGCCのフロントエンドの構文解析用に作成されたソフトであるが現在GCC（バージョン4以降）はフロントエンドの構文解析を独自で行っており、Bison は主に単独のプログラミング開発ツールとして使用されている。
通常、LALR法に基づく構文解析器を生成するが、曖昧な文法についてはGLR法やIELR法に基づいた構文解析器を生成できる。
Barkeley Yaccなど、Bisonの他にもYaccとの上位互換性のあるソフトウェアがある 。
さらに、bisonの上位互換であるbison++、そしてその上位互換であるbisonc++もある。